# El llanto de la tortuga
El llanto de la tortuga, conegua també sota el títol de ¿Cómo perdiste tu virginidad? (a Espanya), és una pel·lícula mexicana de 1974 dirigida per Francisco del Villar sobre la base d'un guió seu coescrit al costat de Vicente Leñero, amb fotografia de Gabriel Figueroa i els protagonistes de la qual són Jorge Rivero, Isela Vega, Hugo Stiglitz, Cecilia Pezet i Gregorio Casal.

## Sinopsi
Carlos és un cínic, depravat i arrogant arquitecte en hores baixes que viu una vacil·lant relació amb la seva amant Diana, a causa dels seus mals negocis i diversos deutes de joc, però la parella decideix momentàniament deixar de costat les seves diferències per a anar-se'n de viatge a Acapulco i celebrar allí l'aniversari d'Héctor -un amic de tota la vida de Carlos- juntament amb la germana d'aquest, Isabel.
Tanmateix a partir del minut un del viatge, i durant les següents 24 hores, els quatre personatges (juntament amb Sergio, el maco i atent servent de la casa d'Héctor i Isabel) es veuran embolicats en un reguitzell d'insults, greuges, enveges, indirectes, gelosia, mentides, jocs sexuals, veritats a mitges orgies, ambicions i inconfessables secrets de la infància i adolescència que surten a la llum,ques amenacen la convivència entre tots ells i que tindran com a conseqüències un avortament, una sortida de l'armari, un assassinat, una violació… i un crim impune.

## Repartiment
- Isela Vega... Diana
- Jorge Rivero... Carlos
- Hugo Stiglitz... Héctor
- Gregorio Casal... Sergio
- Cecilia Pezet... Isabel
- Miguel Ángel Ferriz... Jove a la platja
- José Chávez... Pescador
- Paco Sañudo ... Inspector Ibarra
- Heidi Otto ... Amant de Sergio

## Producció
Aquesta pel·lícula va ser filmada a Acapulco i es va estrenar el 30 de gener de 1975 al cinema Chapultepec de Ciutat de Mèxic, la qual es va mantenir en cartellera durant tres mesos.
La cinta va provocar un gran impacte en la societat mexicana de l'època doncs a part que és una àcida crítica als excessos i abusos de poder de la classe alta, així com també del culte al hedonisme que caracteritzaria la dècada de 1970, es va atrevir a parlar sense cap mena d'embuts de temes amb denotacions sexuals, els quals fins aquest llavors havien estat evadits (quan no ignorats) per la indústria cinematogràfica d'aquest país per por de la reacció del públic. D'altra banda allí també s'inclouen una sèrie de diàlegs entre tots els personatges que conviden a la reflexió sobre la vida, la forma en la qual es viu i els foscos aspectes de l'ésser humà amb els quals un ha d'aprendre a conviure.
Aquesta pel·lícula va significar el debut cinematogràfic de l'actor mexicà Miguel Ángel Ferriz i, paral·lelament, va ser una de les últimes cintes on va participar Cecilia Pezet, ja que poc després ella es retiraria del món de l'espectacle.
El cartell original de la pel·lícula va ser dissenyat pel pintor i dissenyador gràfic alemany Helmut Bernhardt, qui per a l'època vivia a Mèxic, i actualment és considerat com una peça de col·lecció.
Amb aquesta cinta Francisco del Villar fa el seu comiat com a director cinematogràfic.
El títol de la pel·lícula fa al·lusió a una escena on Diana li conta a Carlos la història d'una tortuga que viurà a la mar durant un llarg temps fins que, en tornar a la costa, descobreix que tot ha canviat i plora en adonar-se que res podrà ser com era abans (interpretant-se com una metàfora sobre la pèrdua de la innocència i la consegüent enyorança pel viscut, a més de la por al desconegut). No obstant això, contrari al que es pot suposar, les tortugues no ploren sinó que retenen i processen la salinitat de la mar en glàndules al costat dels seus ulls i les expulsen en forma líquida, per la qual cosa aquestes tendeixen a ser fàcilment confoses amb llàgrimes. Aquesta pel·lícula no va ser estrenada en Espanya fins a 1978 i es va fer sota el títol de "¿Cómo perdiste tu virginidad?", 